# MGR-3 (ロケット)
MGR-3 リトル・ジョン
M34牽引式発射機上にあるMGR-3A リトル・ジョン。
- 用途：地対地戦域攻撃
- 分類：地対地ロケット弾、核ロケット
- 製造者：エマーソン・エレクトリック
- 運用者：アメリカ（アメリカ陸軍）
- 初飛行：1956年（XM47）
- 生産開始：1956年2月（XM47）
- 運用開始：1957年8月
- 退役：1969年8月
- 運用状況：退役

MGR-3 リトル・ジョン（英: Little John）は、アメリカ合衆国の地対地核ロケット(弾)である。リトル・ジョンは、ヘリコプターによる運搬を可能にするために同じ地対地核ロケットであるMGR-1 オネスト・ジョンよりも小型・軽量であり、空挺強襲作戦に用いられることを目的としていた。また、空挺部隊に戦術核攻撃能力を持たせることを意図していた。オネスト・ジョンと同様に、核弾頭と通常弾頭の両方を搭載できるようになっていた。1957年8月から少数が部隊に配備されたが、小型にしすぎてしまったために空挺以外の用途に応用できず、オネスト・ジョンよりも早い1969年8月には退役した。

## 開発
アメリカ陸軍武器科は1953年5月、MGR-1 オネスト・ジョンを基にした、お互いに重なり合う射程を持つ核ロケット兵器ファミリーの研究計画を立案した。「ジョン・ファミリー」は、中距離射程のオネスト・ジョン、短距離射程のオネスト・ジョン・ジュニア及び長距離射程のオネスト・ジョン・シニアを含むことになっていた。ダグラス・エアクラフトはオネスト・ジョン・ジュニアの技術研究を開始し、それが後にリトル・ジョンとなった。
短距離システムのための技術研究は、ダグラスとの基本研究開発契約で進められ、1953年から1954年までの間に短距離システムのためのいくつかの異なる構成を検討したが、それらのほとんどは最終的なリトル・ジョンの設計や特徴に採用されることはなかった。
1954年8月。アメリカ合衆国陸軍省はオネスト・ジョン・ジュニアの安定した要求仕様を承認し、陸軍陸戦軍長にシステムの正式な軍用性能を準備するよう指示した。リトル・ジョンの軍用性能は、陸軍省によって1955年6月に承認された。レッドストーン兵器廠は、1954年8月からシステム設計の研究を開始し、1955年2月には、完全なリトル・ジョン・システムのために予備設計研究を開始した。
1954年12月。アメリカ陸軍武器科長官房局 (OCO) は、オネスト・ジョン・ジュニアとしてよりもむしろリトル・ジョンとして知られている新しい兵器システムの開発に対する計画の骨子を設定し、1955年6月14日にリトル・ジョン計画は、正式に確立された。計画遂行の主な責任は、レッドストーン兵器廠に割り当てられた。ダグラスがオネスト・ジョンの開発に絡む契約の所有権条項を固定料金の相当な割増をせずに受け入れるという問題を抱えていたため、レッドストーン兵器廠は同社から許容できる提案を得ることができず、同兵器廠は計画の全体的な技術管理監督を行っただけでなく、システムの主契約者の役目をも引き受けることになった。
陸軍幕僚は1955年8月、陸軍武器科長に17.35 in（440 mm）弾の研究をやめ、より小さな直径約11.5 in（292 mm）の核弾頭を搭載するためにリトル・ジョン・ロケットを開発するように命じ、440 mm（17.35 in）のリトル・ジョンは1955年9月9日に公式に中止され、計画はより小型のロケットの開発へと方向修正した。更にリトル・ジョン計画は、1956年1月に臨時システム（イントリム・システム、フェイズ1）及び最適システム（オプティマム・システム、フェイズ2）の2つの段階に分割された。

### 臨時型リトル・ジョン

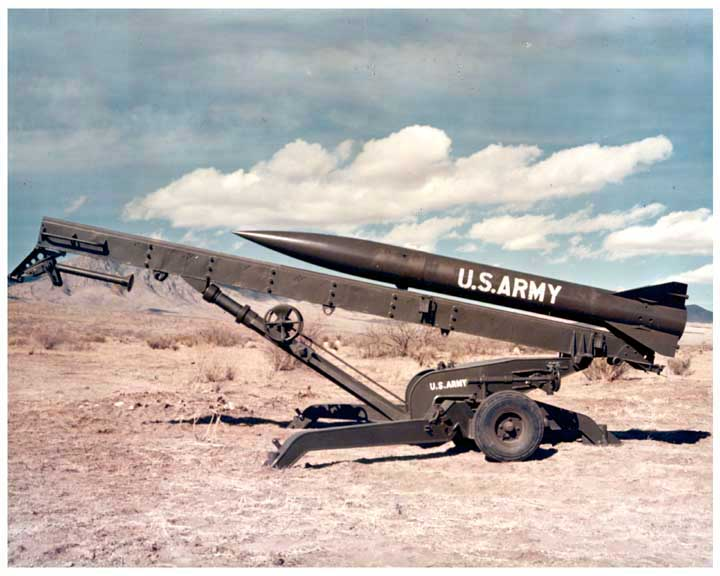
XM47

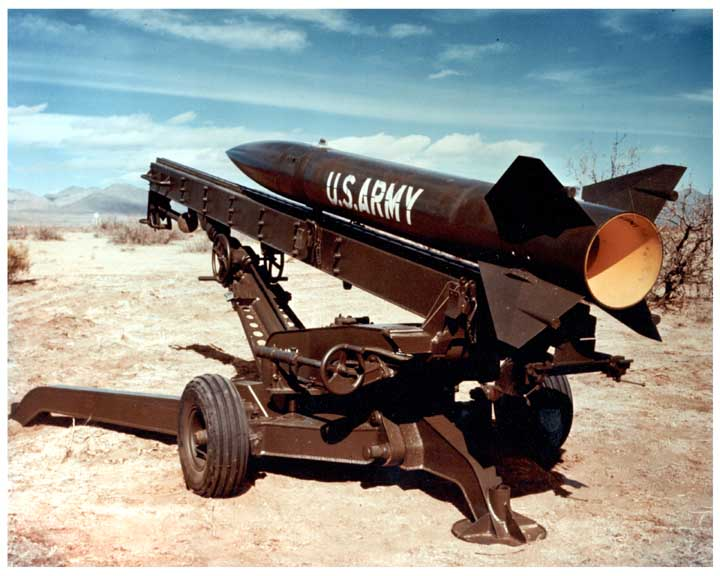
XM47

臨時型リトル・ジョンの開発は1956年1月に始まったが、1955会計年度の最終四半期にはいくらかの予備研究が終わっていた。この時期の差し迫った目的は、空挺作戦のために臨時の核搭載兵器を開発することであり、精度よりむしろ早急な配備に重きが置かれた。また、フェイズ2リトル・ジョンもフェイズ1と平行して開始された。
レッドストーン兵器廠は1956年2月、エマーソン・エレクトリック・マニュファクチャリング社に設計、開発及び20セットの弾体構成要素と1956年9月1日まで1ヵ月あたり24セットの率で構成要素を生産するのに十分な工作機械類の製造に関する213,688ドルの契約を与えた。飛行試験プログラムの実現可能性段階は予定より3ヵ月早い1956年7月に始まったが、アメリカ国内の全国的な鉄鋼業界のストライキによってロケット・モーターの納入が6週間遅れ、大きく予定が狂うことになった。プログラムが更にロケット発射機干渉問題のために難航したことで、この遅れは更に1957年1月にまでずれ込むことになる。臨時システム用の発射機の仕様は、1956年10月にヘリコプター可搬発射機として望ましいものに修正され、臨時型リトル・ジョンの新しい軍用性能が確立された。これは、発射機に関する部分以外は1955年7月に確立されたものと同様であった。
1957年5月から1957年6月5日まで最終的な弾頭搭載の開発試験が実施されたが、結果を統計的に分析したところ、臨時型リトル・ジョンの精度が当初予測されたものよりもかなり不足することが示された。1957年7月にフェイズ1リトル・ジョンはひとまず予定通りに完成し、1957年7月16日にレッドストーン兵器廠は、臨時型リトル・ジョンの正式な研究開発リリースをしたが、当初見積られた精度を実現するために、フィールド-タイプ改造の可否を決定するための調査を実行できるよう最初の部隊配備を遅らせた。精度に関して軍用性能に示された最小限の要件を満たすことができなかったため、1957年7月26日から1957年8月23日まで臨時型リトル・ジョンの複合エンジニア・テスト-ユーザー・テスト・プログラムが実施されたが、やはりシステムはT317E1弾頭を搭載するのに十分な精度がないことが判明した。これらの試験は、リトル・ジョン精度問題の主な原因を特定することに成功し、修正案が決定されたが、改造は承認されなかった。
1957年8月に第101空挺師団がフェイズ1リトル・ジョン・ユニットを初めて受領したが、臨時型リトル・ジョンは戦術使用のためには決して配備されず、部隊訓練目的のためだけに使われた。その3年後の1960年9月29日にフェイズ1リトル・ジョン・プログラムは終了した。

### 最適型リトル・ジョン

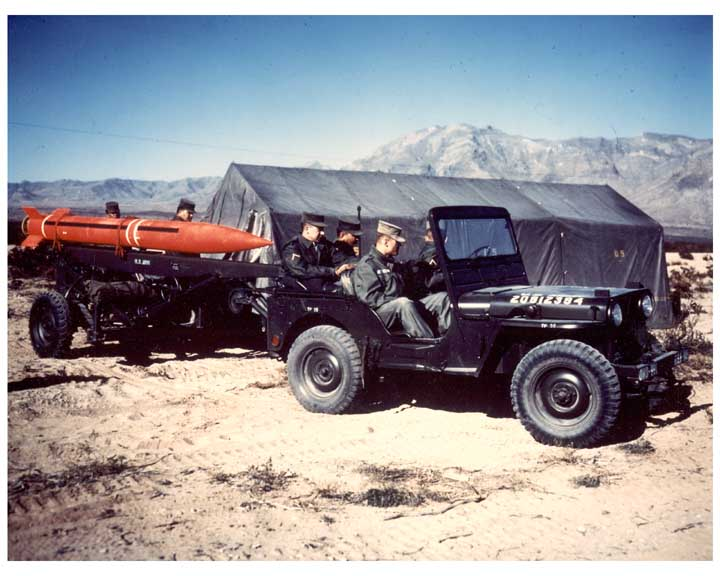
XM51

フェイズ2は、期間30ヵ月、見積り額210万ドルのプログラムとして計画されたが、最終的には54ヵ月と3,760万ドルにまで膨れ上がった。フェイズ2の目的は、精度の改善、システムの軽量化、モーターの改良、2種類の弾頭運搬能力と自走式発射機を持つ最適システムを開発することであった。フェイズ2リトル・ジョンは、核弾頭及び通常弾頭の両方を最小射程3,500 ydから最大射程20,000 ydに到達させることができる自由飛行ロケットであることになっていた。しかし、弾頭の詳細仕様が1956年12月に固まるまで、この時期にほとんど開発は進展しなかった。
1957年1月、最適システムの開発が正式に始まったが、アメリカ陸軍が1958年9月16日に自走式リトル・ジョン・システムの要求仕様をキャンセルし、陸軍武器科長にその部分の開発計画を中止するように命じたため、フェイズ2でも引き続き牽引式の発射機を使い続けることになった。1958年12月から1959年10月にホワイトサンズ・ミサイル実験場でフェイズ2開発試験が行われた。試験プログラム中に、ARGMA研究開発部は戦術用リトル・ジョンの設計を確定し、限定生産のためにARGMA工業部に研究開発図面を発簡した。
XM51 リトル・ジョン・ロケット（弾頭なし）、XM34 発射機及びすべての地上支援装置の条件つきの研究開発リリースは、XM85E3 コンディショニング・キットとトラック搭載のハンドリング・ユニットを除き1959年10月15日に完了した。1959年11月、陸軍省は、フェイズ2リトル・ジョンを限定生産カテゴリに指定し、システム・コンポーネントの限定調達を開始した。
ARGMA研究開発部は、XM51 ロケット、XM34 発射機及び補助器材、XM8 訓練弾頭とT54 高性能炸薬弾頭の最終研究開発図面と各種文書を1960年7月1日にARGMA工業部へ発簡した。リトル・ジョン・プログラムの主要な管理監督は、研究開発部から工業部に移行し、1961年5月から1960会計年度のフェイズ2リトル・ジョンの生産ユニットの納入が1ヵ月あたり60基で開始された。
エンジニアリング・テスト/サービス・テスト (ET/ST) の間に判明したフェイズ2リトル・ジョンの主な欠点は、1961年8月にユーザーの要望に添って修正された。XM26E1 ロケット・モーターの低温点火限度を除いて関連する軍用性能も満たされ、化学核弾頭と改善されたXM85E4 コンディショニング・キットを除くフェイズ2リトル・ジョンのすべての構成要素は、1961年9月にスタンダードA (TC-STD-A) に指定された。
スタンダードAに指定された後も1961年9月から1965年8月にかけてそれまでに見つかっている欠点を克服するためのリトル・ジョンの改善努力が続けられ、1964年には改善されたリトル・ジョン・システムのすべての構成要素は、XM185 高性能炸薬弾頭を除いてサービス・テスト後、スタンダードAに指定された。フェイズ2リトル・ジョンの改善の大半は1965年中頃には終了し、リトル・ジョン計画は、1965年8月に公式に終了した。陸軍省が1954年7月1日から1966年7月30日までの12年間にリトル・ジョン・プログラムのフェイズ1及びフェイズ2の全段階に投資した資金の総計は、ほぼ1億ドルにまで達していた。

## 運用
フェイズ1リトル・ジョンは、1957年8月にケンタッキー州フォートキャンベルの第101空挺師団に初めて導入され、1958年前半まで送達は続いたが、大陸軍司令部 (CONARC) はその後、当該兵器システムが一般的な部隊使用に不適当であると判断した。臨時型リトル・ジョンは、最適型（フェイズ2）リトル・ジョンが使用できるようになるまで、訓練と戦技開発のために保持され、実戦部隊には配備されなかった。
1960年8月には使用可能なXM47 臨時型リトル・ジョン・ロケットの数が合計67基になった。その内訳は、Blue Grass Ordnance Depotの戦時備蓄用の42基、第101空挺師団が保有する10基、MIM-23 ホークの目標としてホワイトサンズ・ミサイル実験場に割り当てられた3基である。残りの12基は軽微な欠陥のため、戦時備蓄で保持されることも、部隊訓練で用いられることもなかった。
1961年1月及び3月に最初のフェイズ2リトル・ジョン大隊2個が活動を開始した。同年11月には、フェイズ2リトル・ジョンは日本に返還される前の沖縄にあった第57野戦砲兵連隊第1ミサイル大隊に最初に配備され、1961年のうちに7つの戦術リトル・ジョン部隊が配備されたが、1966年11月の時点でわずか4個部隊で運用されているにすぎなかった。1966年12月に2つのリトル・ジョン部隊は南太平洋に配備され、残り2つはアメリカ合衆国本土 (CONtinental United States, CONUS) で展開された。その3年後の1969年8月、リトル・ジョンは、陸軍の標準装備の目録から外され、その運用を終えた。

## 仕様

### MGR-3A
出典：Designation-Systems.Net
- 全長： 4.41 m （14 ft 5.7 in）
- 翼幅： 0.60 m （1 ft 11.75 in）
- 直径： 0.32 m （12.5 in）
- 発射重量： 353 kg （779 lb）
- 速度： M 1.5
- 射程： 3.2 - 18.3 km （3,500 - 20,000 yd）
- 機関： ハーキュリーズ XM26 固体燃料ロケット・モーター
- 弾頭
  - W45核弾頭（核出力：1 - 10 kt）
  - 高性能炸薬弾頭